# Дарко Спалевић
Дарко Спалевић (Вучитрн, 24. март 1977) је бивши српски фудбалер. Играо је на позицији нападача.

## Каријера
Спалевић је каријеру почео у Радничком из Вучитрна након чега прелази у екипу Трепче из Косовске Митровице. У сезони 1998/99. је био играч Приштине, да би током 1999. године играо за Бане из Рашке. Од 1999. до 2001. године је играо у београдском Милиционару. Током 1999. године је одиграо и меч за младу репрезентацију СР Југославије.
У лето 2001. долази у Црвену звезду, коју је тада водио Славољуб Муслин. За црвено-беле је одиграо 11 утакмица на којима није постигао гол. Играо је и у квалификацијама за Лигу шампиона против Бајер Леверкузена. Након одласка из Звезде неколико година је играо у иностранству, у Бугарској, Русији, Мађарској и Кини.
У дресу Славије из Источног Сарајева, био је два пута најбољи стрелац Премијер лиге БиХ (2007/08, 2008/09). Са Славијом је освојио Куп Босне и Херцеговине у сезони 2008/09.
У лето 2010. се вратио у Србију и потписао је за Раднички 1923. Са екипом из Крагујевца је успео да избори пласман у Суперлигу, и био је други стрелац Прве лиге Србије у сезони 2010/11. са 19 постигнутих голова на 28 мечева. У сезони 2011/12. био је најбољи стрелац Суперлиге са 19 постигнутих голова на 26 мечева, а уврштен је и у идеални тим сезоне. У екипи Радничког је остао до 2014. године и на укупно 105 првенствених утакмица постигао 53 гола.
У јуну 2014. године прелази у Доњи Срем из Пећинаца. За овај клуб је у сезони 2014/15. у Суперлиги Србије одиграо 22 утакмице и постигао пет голова. У јулу 2016. године се вратио у Раднички из Крагујевца. Спалевић је у сезони 2016/17. у Српској лиги Запад одиграо 25 утакмица и постигао 8 голова. Помогао је свом тиму да освоји прво место у српсколигашкој конкуренцији и тако од сезоне 2017/18. заигра у Првој лиги Србије. Одиграо је само два меча на почетку сезоне 2017/18. у Првој лиги Србије, након чега је завршио играчку каријеру.

## Успеси

### Клупски
Славија Сарајево
- Куп Босне и Херцеговине (1): 2008/09.

Раднички Крагујевац
- Српска лига Запад (1): 2016/17.

### Индивидуални
- Најбољи стрелац Премијер лиге БиХ (2): 2007/08, 2008/09
- Најбољи стрелац Суперлиге Србије (1): 2011/12.